# Nsofwa Petronella Sampa
Nsofwa Petronella Sampa là một nhà hoạt động HIV và cố vấn tâm lý lâm sàng của Zambian. công việc của Sampa tập trung vào làm việc với những người nhiễm HIV và khuyết tật. Bà là người nhận học bổng Mandela Washington, YALI  và là người thụ hưởng PEPFAR. Sau khi phát hiện ra tình trạng sức khỏe của mình là nhiễm HIV, Sampa bắt đầu biện hộ cho những người nhiễm HIV/AIDS.

## Cuộc sống ban đầu và giáo dục
Sampa được sinh ra ở Zambia, một quốc gia có dịch HIV lan rộng. Cha bà mất năm 1994  khi bà 2 tuổi và mẹ bà mất năm 2002 khi Sampa chỉ mới 10 tuổi. Chú của Sampa sau đó trở thành người giám hộ của bà và bà chuyển đến nhà anh. Sampa uống thuốc hàng ngày mà không biết lý do tại sao bà ấy uống nó hoặc để làm gì, hoặc tại sao anh em họ sống cùng nhà không làm điều tương tự, vì gia đình không thảo luận về nó. Năm 2002, bà đã tình cờ phát hiện ra hồ sơ y tế tiết lộ thông tin thay đổi cuộc sống nói rằng bà bị nhiễm HIV, nhưng không hỏi bất kỳ câu hỏi nào.
Sampa theo học Mary Queen of Peace  cho giáo dục tiểu học của mình và sau đó được ghi danh vào một trường nội trú cho giáo dục trung học của mình. Trong khi ở trường nội trú, một người bạn đã phát hiện ra rằng Nsofwa đang điều trị ARV. Chẳng mấy chốc, toàn trường đã được cảnh báo, và Sampa thấy mình bị kỳ thị, và ngủ một mình vì những sinh viên khác sẽ không ở chung ký túc xá với bà. bà ấy trở nên rất chán nản, và bà ấy đã bỏ thuốc. Sức khỏe của bà ấy suy giảm nghiêm trọng, và bà ấy phải nghỉ học. Bà bị nhiễm trùng cơ hội bao gồm bệnh lao và viêm màng não, do đó bà bị mù và điếc một bên tai. Dì của bà đã tham gia một chuyên gia về HIV / AIDS, Mannasseh Phiri, để tư vấn cho Sampa, và chính anh biết rằng mẹ bà đã chết vì bệnh liên quan đến HIV / AIDS và chính bà đã nhiễm virus khi sinh. Sau khi hồi phục, Sampa theo học tại trường trung học Munali, nơi cung cấp giáo dục cho người khiếm thị, và học chữ nổi tại Thư viện Zambia cho người khiếm thị. Sau đó, bà học tư vấn lâm sàng và tâm lý xã hội tại Đại học Khoa học Y tế Chainama năm 2013, để có thể làm việc với những người nhiễm HIV và khuyết tật.

## Sự nghiệp
Sampa là một nhà hoạt động HIV và cố vấn tâm lý lâm sàng. Bà làm việc với những người nhiễm HIV để cải thiện tình trạng của họ, sống tích cực, và khuyến khích các gia đình thảo luận về các vấn đề sức khỏe với trẻ em. bà giúp những người nhiễm HIV tuân theo chế độ điều trị. Tính đến  tháng 5 năm 2019, Sampa đang thực hiện dự án Phong trào tích cực để trao quyền cho người khuyết tật, đặc biệt là người mù.

## Giải thưởng và danh dự
Vào năm 2014, bà là người thụ hưởng Kế hoạch Cứu trợ AIDS khẩn cấp của Tổng thống. Năm 2017, bà đã giành được học bổng Mandela Washington từ Sáng kiến lãnh đạo trẻ châu Phi, điều này cho phép bà thực hiện đào tạo về lãnh đạo công dân ở Mỹ.